# Ispringen

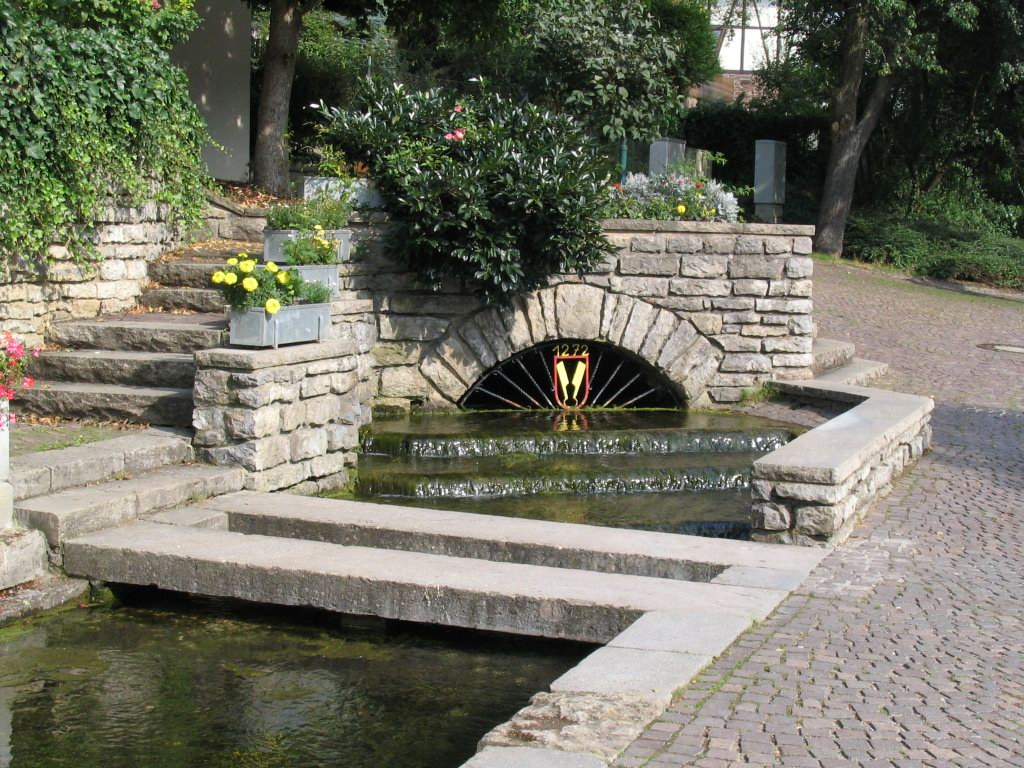
Źródło Kämpfelbach

Ispringen – miejscowość i gmina w Niemczech, w kraju związkowym Badenia-Wirtembergia, w rejencji Karlsruhe, w regionie Nordschwarzwald, w powiecie Enz. Leży ok. 4 km na północ od Pforzheim, przy autostradzie A8.